# Daesoon Jinrihoe
Le Daesoon Jinrihoe (coréen : 대순진리회) ou Daesun Jinrihoe, qui a utilisé avant 2017 la translitération Daesoonjinrihoe dans ses publications en anglais, est un nouveau mouvement religieux coréen, qui fut fondé en avril 1969 par Park Han-gyeong, connu par ses adeptes comme Park Wudang (박한경) (1917–96, ou bien 1917–95 d'après le calendrier lunaire utilisé par ce mouvement).
La pensée du Daesoon Jinrihoe se présente comme un système complet de vérité représentant le Grand Dao de la « résolution des griefs et de la réciprocité de la gratitude comme bienfaisance mutuelle ».

## Histoire
Le Daesoon Jinrihoe est le plus grand parmi plus de cent mouvements religieux coréens différents qui constituent le groupe des nouvelles religions connues comme le jeungsanisme, et qui prennent racines dans les activités de Kang Jeungsan (1871–1909). Ce dernier est considéré par ses adeptes comme le Dieu Suprême (Sangje) incarné. Après la mort de Kang en 1909, chacun de ses disciples principaux, et certains membres de sa famille, établirent différentes nouvelles religions, qui par la suite se scindèrent et se fragmentèrent en groupes rivaux. De nos jours, le Jeung San Do, qui a été fondé en 1974, est le plus actif de ces groupes en dehors de Corée. Bien que le Jeung San Do soit plus connu internationalement, il est moins largement représenté à l'intérieur de la Corée, alors même que Daesoon Jinrihoe concentra ses activités en Corée:83.
Paradoxalement, la branche la plus importante n'a pas été créée par un disciple direct de Kang. Jo Cheol-Je, connu par ses adeptes sous le nom de Jo Jeongsan (1895–1958), n'a jamais rencontré Kang en personne, mais dit avoir reçu une révélation de sa part en 1917. Finalement, il fut reconnu comme le successeur mystérieux que Kang avait annoncé dans ses prophéties par la sœur de Kang (Seondol, ca.1881–1942), sa mère (Kwon, 1850–1926) et sa fille (Sun-Im, 1904–1959), bien que cette dernière fonda finalement sa propre branche séparée. Les adeptes de Jo Jeongsan disent que, en 1909, Kang vit passer un train avec le jeune Jo Jeongsan à bord et affirma : « Un homme peut tout faire à l’âge de 15 ans s'il est capable de prendre son étiquette d'identification (hopae) avec lui ». Les disciples de Jo Jeongsan assurèrent plus tard que par ces mots Kang avait reconnu Jo Jeongsan comme son successeur.
Jo rassembla un nombre important d'adeptes et mis en place des projets agricoles de récupération des terres dans les îles Anmyeondo et Wonsando dans le but d'améliorer la situation de ses disciples. En 1925, il incorpora légalement son ordre religieux, le Mugeukdo, à Jeongeup. La Corée, cependant, était sous occupation japonaise et, en raison de l'hostilité du Japon envers les nouvelles religions, Jo décida de dissoudre le Mugeukdo en 1941. Après la Deuxième guerre mondiale, les japonais quittèrent la Corée, et en 1948 Jo fut capable de reconstituer son ordre, et changea son nom pour Taegeukdo en 1950. Un nouveau siège a été établi à Busan, initialement au centre de la ville. Plus tard, en raison de la nouvelle réglementation d'urbanisme introduite à Busan, le siège fut transféré dans la banlieue qui portera le nom de village de Taegeukdo.
Jo décéda le 6 mars 1958. Initialement, presque tous ses adeptes admirent qu'il avait désigné son successeur en la personne de Park Han-Gyeong, qui a plus tard été connu sous le nom de Park Wudang (1917–1996, ou bien 1917–1995 d'après le calendrier lunaire utilisé par le mouvement), un enseignant qui avait rejoint le mouvement à la suite de la seconde guerre mondiale, après qu'il eut été forcé de rejoindre l'armée japonaise. Le Taegeukdo continua d'être un mouvement unifié sous Park pendant dix ans, entre 1958 et 1968. En 1968, un mouvement critiquant Park fut mené par l'un des fils de Jo Jeongsan, Jo Yongnae (1934–2004). Finalement, les deux factions se séparèrent. Les adeptes de Jo Yongnae gardèrent le nom de Taegeukdo et leur siège au village de Taegeukdo, pendant que Park incorpora en 1969 un nouvel ordre religieux sous le nom de Daesoon Jinrihoe, avec un siège au temple de Junggok, dans le quartier de Junggok-dong à Séoul. Outre la faction Taegeukdo menée par Jo Yongnae et celle des partisans de Park, qui finirent par devenir le mouvement Daesoon Jinrihoe, un troisième groupe se doit d'être mentionné. Il était constitué des membres du Taegeukdo qui essayèrent de promouvoir une réconciliation entre les deux factions et appelèrent au retour de Park au village de Taegeukdo. Les gens de ce troisième groupe formèrent en 1969 une association appelée « Taegeukdo-jeongsin-hoe » (Association de l'Esprit Taegeukdo), qui prit le nom de « Taegeuk Jinrihoe » en mars 1971. En 1972 (ou aux alentours de cette date), le Taegeuk Jinrihoe a été dissout par ses membres, qui décidèrent de rejoindre le Daesoon Jinrihoe.
Sous la direction de Park, le Daesoon Jinrihoe eut un succès spectaculaire. D'après certains comptages, il devint la plus grande nouvelle religion de Corée.
En 1986, un nouveau grand temple a été inauguré à Yeoju, suivi en 1991 par l’Université Daejin et plus tard par d'autres temples. En 1993, le siège du mouvement déménageât au temple de Yeoju.

## Schismes
Park ne nomma aucun successeur et décéda en 1996 (1995 selon le calendrier lunaire). Beaucoup de ses disciples crurent qu'ils atteindraient l'état de dotong, ou d'unification parfaite avec le Tao, pendant que Park était encore en vie. Ils s'opposèrent fermement à l'idée de nommer un successeur de Park, et des controverses suivirent. Cependant, la raison principale de ces disputes, dont l'origine précède la mort de Park Wudang à tel point que des divisions se manifestèrent déjà durant les dernières années de sa vie, était une controverse sur la divinisation du même Park Wudang (l'enjeu étant de déterminer s'il devait maintenant être adoré comme un dieu ou identifié au Buddha Maitreya), aux côtés de Kang Jeungsan et Jo Jeongsan, qui avaient pour leur part été divinisés. Les personnes favorables à la divinisation de Park suivaient Yi Yu-jong (1936-2010), le président du temple de Yeoju, qui était aussi accusé d'actes administratifs douteux par ses adversaires. Le 16 juillet 1999, un certain nombre de dirigeants de la faction opposée à Yi (les estimations varient entre 150 et 1500 ou 2000) se réunirent au siège de Yeoju pour demander la démission de Yi. Un affrontement éclata, la police fut appelée et finit par escorter Yi hors du temple. La police dut intervenir de nouveau en janvier 2000, quand la faction de Yi essaya de reprendre le siège de Yeoju, sans succès:82. Les adeptes de Yi réussirent toutefois à prendre le contrôle du temple de Junggok de Daesoon Jinrihoe à Séoul, où Yi s'autoproclama le successeur de Park, pendant que la majorité du groupe insistait sur le fait que Park n'avait pas nommé de successeur et avait souhaité une direction collégiale du mouvement après sa mort.
Finalement, le groupe de Yi expérimenta à son tour des séparations, et le Daesoon Jinrihoe se divisa en au moins cinq factions : l'une d'elles, comprenant la grande majorité des disciples de Park, qui s'était opposée à sa déification, resta basée à Yeoju, alors que les quatre groupes qui étaient favorable à la reconnaissance de Park comme dieu ou comme Buddha Maitreya eurent leurs sièges respectifs au temple de Junggok à Seoul, à Pocheon, à Pohang, and à Goesan. Cette dernière branche est maintenant connue sous le nom de Daejin Sungjuhoe. En 2013, un concile a été tenu à Yeoju pour « normaliser » la gestion de l'ordre, en présence de représentants du quartier général de Yeoju, du temple Junggok de Séoul et de la branche de Pocheon. Bien qu'elles ne soient pas parvenues à un accord sur leurs problèmes doctrinaux, les trois factions acceptèrent une gestion conjointe de l'Université Daejin et de l'hôpital Jesaeng, l'une des principales composantes du système de santé de Daesoon Jinrihoe.
Ces problèmes internes n'empêchèrent pas l'expansion du mouvement. En 1997, une statue géante du Buddha Maitreya a été érigée dans le temple Geoongangsan Toseong, qui a lui-même été achevé en 1996 dans la région des montagnes de Geumgang et où Park Wudang est enterré. Les systèmes éducatifs et de santé furent également étendus. Le mouvement développa également une approche distinctive des arts visuels à travers la décoration de ses temples et la production de peintures sacrées, combinant les thèmes traditionnels bouddhistes coréens et l'art populaire.

## Croyances
La doctrine de Daesoon Jinrihoe repose sur une histoire sacrée. Alors que le monde était dans une situation misérable, le prêtre missionnaire catholique Matteo Ricci essaya de résoudre les problèmes par la diffusion du christianisme ainsi que par la construction d'un paradis terrestre en Chine. En raison de la situation corrompue du confucianisme, Ricci échoua, mais sa mission ouvrit une voie par laquelle les Esprits Divins de l'Est purent voyager vers l'Ouest. Cela fut en grande partie responsable du progrès scientifique et culturel de l'Ouest. Cependant, l'Est et l'Ouest finirent tous les deux par succomber au matérialisme, à la cupidité et aux guerres.
En conséquence, tous les esprits divins demandèrent à Sangje, le Dieu suprême, d'intervenir directement. Sangje entreprit un « Grand Cheminement », lors duquel il réorganisât les trois royaumes du Ciel, de la Terre et des Êtres Humains. Il descendit vers l'Ouest, d'où il se déplaçât vers l'Est et vint en Corée, où il restât pendant trente ans dans la statue géante de Bouddha Maitreya dans la salle Maitreya du Temple Geumsansa. Pendant ce temps, il révélât à Choe Je-u ses enseignements divins et ses plans pour un ordre céleste. Choe Je-u est le fondateur de la plus ancienne nouvelle religion de Corée, le Donghak. La mission de Choe, à l'image de celle de Ricci des siècles auparavant, échoua en raison de la résistance du système confucéen. Sangje priva ensuite Choe (qui a été exécuté en 1864) de son mandat divin et s'incarna sous la forme de Kang Jeungsan en 1871.
Les adeptes du Daesoon Jinrihoe croient donc que Kang Jeungsan était Sangje, le Dieu suprême, sous forme humaine. Sangje descendit sur terre et prit forme humaine à la fin du XIXe siècle afin de renouveler les êtres humains et de construire un paradis terrestre à travers son « Chenji-gongsa » (Travaux de réagencement de l'univers). Pour atteindre cet objectif, une organisation religieuse était également nécessaire, et le Daesoon Jinrihoe indique qu'elle a été créée par la succession dans l'orthodoxie religieuse de Jo Jeongsan et de Park Wudang.
Daesoon Jinrihoe articule sa doctrine sur quatre principes, qui sont : « la concordance vertueuse du yin et du yang », « l’union harmonieuse entre les êtres divins et les êtres humains », « la résolution des griefs pour la bienfaisance mutuelle » et « l’unification parfaite avec le Dao ». Ces quatre principes sont présentés comme englobant en eux-mêmes tous les enseignements de Sangje. Certains chercheurs pensent que le troisième principe, « la résolution des griefs pour la bienfaisance mutuelle » ( Haewon sangsaeng, 解冤 相 生) est l'enseignement le plus distinctif du Daesoon Jinrihoe. Il enseigne que, alors que Kang Jeungsan a ouvert la voie pour résoudre le problème des griefs, les humains doivent aussi y prendre part en se « cultivant », en propageant la vérité et en évitant la création de nouveaux griefs. La voie de la « cultivation » est représentée dans les temples de Daesoon Jinrihoe par les « Simudo », peintures où le voyage spirituel est décrit à travers la métaphore de la recherche d'un bœuf blanc.
Les enseignements du Daesoon Jinrihoe sont, en partie, similaires à ceux du confucianisme, notamment dans l'accent mis sur la sincérité, le respect et la confiance, mais le Daesoon Jinrihoe diverge du patriarcat et de la hiérarchie sociale qui caractérisent le confucianisme. Le Daesoon Jinrihoe s'appuie sur une terminologie et des idées dérivées de toutes les traditions religieuses de la Corée. Le chercheur américain Don Baker l'appelle la « quintessence de la religion coréenne », argumentant que le Daesoon Jinrihoe est « plus que la somme de ses composantes » : il n’est pas bouddhiste, ni confucéen, ni taoïste, ni inspiré par le Cheondoïsme, ni chamaniste, mais tout cela réuni et bien plus encore. Comme mentionné précédemment, les branches de la religion qui divinise Park Wudang croient en une Trinité (semblable aux croyances d'une autre nouvelle religion coréenne, le Taejonggyo, dans ce cas composée de Kang Jeungsan, Jo Jeongsan et Park Wudang: 82-83.
Les adeptes croient en une prochaine « Grande transformation », après laquelle les êtres humains vivront dans un univers sans pauvreté, maladie ni guerre, et dans un état d'unification entre les êtres divins et les êtres humains. Ils ont un mantra, appelé T'aeulju, dont le chant selon eux favorise l'unification avec le Dao. Toute prédiction d'une date spécifique pour le « Gaebyeok » (개벽 | 개벽, littéralement « l'aube d'un nouvel âge »), ou l'entrée dans le paradis terrestre, a été interdite par le mouvement. Cependant, certains adeptes s'engageaient encore dans ces prédictions dans les années 1980 et 1990, en mentionnant un lien avec les Jeux olympiques d'été de 1988 à Séoul : 79.

## Activités
Daesoon Jinrihoe croit que le principe de Haewon sangsaeng doit être réalisé en pratique à travers trois activités sociales principales : l'aide caritative, la promotion sociale et l'éducation. Le mouvement est connu en Corée pour ses centres de services médicaux et de bien-être pour les personnes âgées, y compris l'hôpital Jesaeng, et pour les établissements d'enseignement, dont l'Université Daejin, fondée en 1991, ainsi que six écoles secondaires. En plus des activités spirituelles, le mouvement a également mené des campagnes sur des questions telles que l'environnement, l'égalité entre les sexes, la réunification de la Corée, et l'atteinte d'une paix mondiale.
Chaque mois, les membres du Daesoon Jinrihoe apportent une contribution monétaire, qui est entièrement reversée au siège social. Selon le mouvement, plus de 70 % de l'argent recueilli est investi dans l'une de ses trois principales activités : la charité, la promotion sociale et l'éducation. D'après le mouvement, un total de plus de 660 milliards de won (environ 560 millions de dollars US) a été consacré à ces activités en 39 ans, entre 1975 et 2013. Le mouvement affirme également que le Daesoon Jinrihoe « est une religion pratique qui met activement ses doctrines en action et [que] ses activités ont davantage d'influence et une plus grande contribution à la société que toutes les autres religions de Corée en termes d'échelle ». 

## Adhérents
Le mouvement dit compter six millions d’adhérents, bien qu'une enquête datant de 1995 et effectuée par le Chosun Ilbo recensait 67 632 adeptes (ce qui classait le mouvement sixième en Corée derrière le Bouddhisme Won qui comptait 84 918 adeptes). Un recensement datant de 2005 a révélé que moins de 35 000 Coréens déclaraient croire en les religions dérivées de Kang Jeungsan, dont le Daesoon Jinrihoe fait partie. Il est possible que l'enquête et le recensement aient sous-estimé le nombre d'adeptes par le manque d'une catégorie spécifique pour le Daesoon Jinrihoe et les autres nouvelles religions ou parce que les adeptes auraient préféré ne pas révéler leur affiliation religieuse:77.
Au milieu des années 1990, Daesoon Jinrihoe comptait déjà plus de 1 500 centres, et le siège de Yeoju pouvait accueillir 10 000 personnes :77. En 2017, il y avait plus de 2 000 centres. Le développement de cette religion a été attribué à son culte des ancêtres, l’insistance sur l'auto-cultivation, le messianisme et l'illumination, l'accent mis sur le présent, et le système stable de son organisation:78. Selon Don Baker, « la doctrine du Daesoon Jinrihoe gagne également en pouvoir persuasif en se concentrant sur les préoccupations éthiques qui ont été au centre de la religiosité coréenne depuis des millénaires ».

## Critiques
Les critiques du Daesoon Jinrihoe proviennent principalement de religions rivales dans la lignée de Kang Jeungsan et des médias coréens hostiles aux nouvelles religions locales en général. Notons qu'à partir de là, la critique a également trouvé écho dans les travaux de certains chercheurs occidentaux, comme John Jorgensen. D'après ce dernier, les membres de Daesoon Jinrihoe avaient pris l'habitude de recruter dans les grandes librairies ou dans le métro de Séoul ; ces membres demandaient aux passants s'ils s'intéressaient à la pensée orientale et les invitaient à en apprendre davantage, sans mentionner le Daesoon Jinrihoe: 84. Au milieu des années 1990, la branche principale (celle de Yeoju) du Daesoon Jinrihoe mesura ces problèmes et interdit complètement les activités missionnaires dans les lieux publics. Cependant, ces pratiques sont toujours exercées par d'autres branches.

## Liens Externes
- Site officiel du Daesoon Jinrihoe (branche principale, Yeoju): Daesoonjinrihoe
- Site de la branche de Séoul/Junggok Daesoon Jinrihoe